# Helden (banda)
Helden fue un proyecto musical de música electrónica formado en 1980 por el ahora reconocido músico cinematográfico Hans Zimmer y el entonces baterista de la banda new wave Ultravox, Warren Cann. 

## Historia
Hans Zimmer y Warren Cann formaron Helden durante el verano británico de 1980, con el objetivo de componer y grabar un álbum "de aventura", de música que no fuera comercial. Las grabaciones comenzaron en el otoño de ese mismo año, tomando tres años en completarse, hasta que el dúo decidió el lanzamiento del álbum, que se llegaría a titular Spies, para la primavera de 1983. 
Zimmer y Cann se habían conocido en 1979, mientras formaban parte de la banda de apoyo del cantante neozelandés Zaine Griff, logrando iniciar una gran amistad. Zimmer había formado parte como tecladista de una banda llamada Krakatoa, y Cann era baterista de la banda new wave Ultravox, que se encontraba en receso tras el alejamiento de su líder y cantante original John Foxx y su posterior reemplazo por Midge Ure, ambos eventos recientes por entonces.
Durante todo el período de la grabación del álbum de Helden, Zimmer y Cann continuaron trabajando por separado de forma más estable. El primero colaboró con la banda de synthpop italiana Krisma y produjo el cuarto álbum de la banda punk rock The Damned, The Black Album (1980), y el segundo continuó con Ultravox, que por entonces estaba ganando fama y reconocimiento internacional. En 1982, el dúo trabajó como banda de apoyo para la cantante francesa Ronny y colaboró otra vez con Zaine Griff para la grabación de su segundo álbum como solista, Figvres.  
Sin embargo, Helden nunca lanzó Spies de manera oficial, pero sí dos sencillos, Holding On y Stranded, ambos en 1983. Los temas homónimos de estos singles y otros que los acompañaban iban también a formar parte del álbum. Sin embargo, Spies fue lanzado de forma no oficial, en condición de bootleg. Tienen también lanzamientos no oficiales de un repertorio en vivo y unas entrevistas que están compiladas en un disco llamado Radio One Saturday Live. En las grabaciones del álbum también colaboraron como cantantes Zaine Griff y Linda Hardim.
En la página oficial de Ultravox se ha anunciado que se realizará oficialmente el álbum Spies y en CD por primera vez, y junto a mencionados materiales. Todo esto va a salir en el 2008.

## Discografía

### Álbumes
- Spies (1983)
- Radio One Saturday Live (1983)

### Sencillos
- Holding On (7" y 12") (1983)
- Stranded